# 汪養然事件
汪養然事件（おうようねんじけん）とは、中華人民共和国によるスパイ事件
。イギリス領香港において手広く中国貿易を行っていた汪養然が、中国情報機関の指示を受けて、日本の軍事・産業技術関係等の情報収集活動を行った諜報事件。1976年（昭和51年）1月26日、警視庁検挙。

## 概要
上海市に生まれ、その後イギリス領香港に渡って貿易業を始め、50歳代はじめには貿易商社3社を経営し、手広く中国貿易を行っていた香港在住の中国人、汪養然は、1971年（昭和46年）頃、中国情報機関員から「香港において中国と取引する中国人業者は、祖国の建設と祖国防衛に協力する義務がある」と迫られた。情報機関員は、汪に対し、中国との貿易取引を継続する見返りとして、日本における軍事、産業技術等の情報収集活動を行うよう指示した。以後、汪養然は、貿易業務の一環であるよう装って頻繁に日本を訪れ、内妻の居宅をアジトとして日本人エージェント数人を利用しながら、
- 中ソ国境地図等のソビエト連邦関係情報
- 外国の航空用エンジン等の軍事関係情報
- 日本の政治・経済・産業技術に関する情報

など、幅広い情報収集活動を行った。
警視庁公安部外事二課は、1976年1月26日、日本滞在中の汪養然（当時54歳）を逮捕した。1976年2月16日、東京簡易裁判所は貿易商汪養然に対し、外国為替及び外国貿易管理法違反で罰金20万円の判決を下した。